# Hakim Borahsasar
Hakim Borahsasar (Anversa, 14 gennaio 1995) è un calciatore belga, attaccante del KVC Wilrijk.

## Carriera

### Club
Cresciuto nel settore giovanile del Club Bruges, il 1º febbraio 2015 è stato acquistato dal NAC Breda, con cui ha esordito in Eredivisie due giorni dopo, nell'incontro perso per 0-2 contro il PSV. In una stagione e mezza ha collezionato 13 presenze con la squadra di Breda. Dopo una breve esperienza nella terza divisione belga con l'Oudenaarde, ha giocato principalmente in squadre dilettantistiche belghe.

### Nazionale
Ha giocato nella nazionale belga Under-18.

## Statistiche

### Presenze e reti nei club
Statistiche aggiornate al 16 agosto 2022.
| Stagione         | Squadra          | Campionato       | Campionato | Campionato | Coppe nazionali | Coppe nazionali | Coppe nazionali | Coppe continentali | Coppe continentali | Coppe continentali | Altre coppe | Altre coppe | Altre coppe | Totale | Totale |
| Stagione         | Squadra          | Comp             | Pres       | Reti       | Comp            | Pres            | Reti            | Comp               | Pres               | Reti               | Comp        | Pres        | Reti        | Pres   | Reti   |
| ---------------- | ---------------- | ---------------- | ---------- | ---------- | --------------- | --------------- | --------------- | ------------------ | ------------------ | ------------------ | ----------- | ----------- | ----------- | ------ | ------ |
| feb.-giu. 2015   | NAC Breda        | ED               | 7+2        | 0          | CO              | -               | -               |                    | -                  | -                  |             | -           | -           | 9      | 0      |
| 2015-2016        | NAC Breda        | 1D               | 4          | 0          | CO              | 0               | 0               |                    | -                  | -                  |             | -           | -           | 4      | 0      |
| Totale NAC Breda | Totale NAC Breda | Totale NAC Breda | 11+2       | 0          |                 | 0               | 0               |                    | -                  | -                  |             | -           | -           | 13     | 0      |
| 2016-2017        | Oudenaarde       | D3               | 10         | 2          | CB              | 0               | 0               |                    | -                  | -                  |             | -           | -           | 10     | 2      |
| Totale carriera  | Totale carriera  | Totale carriera  | 23         | 2          |                 | 0               | 0               |                    | -                  | -                  |             | -           | -           | 23     | 2      |